# Plymouth Model 30U
La Model 30U è un'autovettura mid-size prodotta dalla Plymouth nel 1930.

## Storia
Il modello era dotato di un motore a valvole laterali e quattro cilindri in linea da 3.214 cm³ di cilindrata che sviluppava 48 CV di potenza. Il motore era anteriore, mentre la trazione era posteriore. Il cambio era manuale a tre rapporti e la frizione era monodisco a secco. I freni erano idraulici sulle quattro ruote.
La Model 30U differiva dalla Model U (cioè dal modello predecessore) per la calandra e per i parafanghi. Di Model 30U ne furono prodotti, in totale, 76.950 esemplari.